# Lucio Volcacio Tulo (cónsul 66 a. C.)
Lucio Volcacio Tulo (en latín, Lucius Volcatius Tullus) fue un político y cónsul de la época tardorrepublicana.
Hombre de una ideología política moderada, Volcacio Tulo no perteneció ni a la facción conservadora (optimates), ni a la facción progresista, los populares. Debido a esto, Volcacio Tulo nunca alcanzó una verdadera importancia política.
Cicerón  menciona que inicialmente fracasó en la elección como edil curul, pero finalmente obtuvo los más altos honores del estado.

## Carrera política
Fue elegido cónsul en el 66 a. C., junto a Manio Emilio Lépido. Apoyó a Cicerón en el 63 a. C. y defendió la pena capital impuesta a los catilinarios. En el 56 a. C., en la discusión sobre la restauración de Ptolomeo XII Auletes al trono egipcio, estuvo a favor de confiar esta importante comisión a Gneo Pompeyo Magno, que había regresado vencedor de Oriente. En el 54 a. C. fue uno de los consulares que apoyó a Escauro cuando fue llevado a juicio en este año.
Cuando estalló la guerra civil no tomó parte ni por Cayo Julio César ni por Cneo Pompeyo Magno, sino que permaneció tranquilamente en Italia. En 46 a. C. Cicerón lo menciona como enemigo de Marcelo cuando este fue perdonado por Julio César.
Fue el padre de Lucio Volcacio Tulo, cónsul electo en el año 33 a. C. y quizás el de Cayo Volcacio Tulo.